# Episodi di Danni Lowinski (serie televisiva 2010) (terza stagione)
La terza stagione della serie televisiva Danni Lowinski è stata trasmessa in anteprima in Germania da Sat.1 tra il 6 febbraio 2012 e il 7 maggio 2012.
| nº | Titolo originale    | Titolo italiano | Prima TV Germania | Prima TV Italia |
| -- | ------------------- | --------------- | ----------------- | --------------- |
| 1  | Zigeunerjunge       | inedito         | 6 febbraio 2012   | inedito         |
| 2  | Optimisten          | inedito         | 13 febbraio 2012  | inedito         |
| 3  | Ungeheuerlich       | inedito         | 20 febbraio 2012  | inedito         |
| 4  | Sperrbezirk         | inedito         | 27 febbraio 2012  | inedito         |
| 5  | Auf der Flucht      | inedito         | 5 marzo 2012      | inedito         |
| 6  | Karoshi             | inedito         | 12 marzo 2012     | inedito         |
| 7  | Knast               | inedito         | 19 marzo 2012     | inedito         |
| 8  | Geld her, oder...   | inedito         | 26 marzo 2012     | inedito         |
| 9  | Lesen und Schreiben | inedito         | 2 aprile 2012     | inedito         |
| 10 | Nazi                | inedito         | 16 aprile 2012    | inedito         |
| 11 | Babystorno          | inedito         | 23 aprile 2012    | inedito         |
| 12 | Bittere Pille       | inedito         | 30 aprile 2012    | inedito         |
| 13 | Stars der Manege    | inedito         | 7 maggio 2012     | inedito         |